# Inselwall
Der Inselwall (früher Petrithor-Promenade, dann Insel-Promenade) ist eine Straße in Braunschweig. Sie führt am südlichen Rand des Inselwallparks entlang.

## Geschichte
Ab 1803 wurden die Festungsanlagen der Braunschweiger Okerinsel unter Leitung von Peter Joseph Krahe zu Parkanlagen umgewandelt. Auf der Innenseite dieser Wallanlagen wurden Promenaden errichtet, deren Namen heute auf „wall“ enden. Diese Arbeiten begannen im Nordwesten der Okerinsel im ehemaligen Weichbild Neustadt, im Bereich des heutigen Inselwalls. Auch die dort gelegene Bammelsburg wurde um 1830 abgerissen. Die Straße wurde als Promenade mit kurvenreicher Führung errichtet, während die später angelegten Promenaden meist geradlinig geführt wurden. Sie trug den Namen „Insel-Promenade“. Als eines von zwei Gebäuden wurde ab 1804 ein Haus an der heutigen Adresse Inselwall 1 für einen Schuhmacher errichtet; es besteht heute nicht mehr. Ab 1805 wurde die Villa Bierbaum im Osten des heutigen Inselwallparks errichtet, die 1864 das Geburtshaus der Schriftstellerin Ricarda Huch war und im Zweiten Weltkrieg beschädigt und später abgerissen wurde. Sie trug lange die Hausnummer 16. Nach „Bierbaums Insel“, einem ehemaligen Ravelin im Westen des Parks, war die Straße benannt worden. 1845 war sie noch weitgehend unbebaut.
Die Straße wurde auf der Südseite zuerst mit Gartenhäusern, später mit Stadtvillen bebaut. Im mittleren Teil wurden einige mehrgeschossige Häuser auf der Nordseite errichtet. Auf dem ehemaligen Ravelin wurde 1880/81 nach Plänen von Constantin Uhde die Villa Löbbecke errichtet, die ebenfalls zum Inselwall gehört. Die „Villa Girsewald“ im Inselwall wurde ebenso von Uhde entworfen und lag gegenüber der Villa Löbbecke. Im Zweiten Weltkrieg wurden fast alle Häuser zerstört und später durch einfachere Häuser ersetzt. 1956 erhielt Hannes Westermann den „Peter Joseph Krahe-Preis“ für seinen Entwurf zum Haus Inselwall 6, ein zweigeschossiges Wohnhaus, das 1953 entstanden war.

## Anlage und Verkehr
Der Inselwall ist rund 700 Meter lang und weist mehrere Kurven auf. Im Südwesten geht er in den Petritorwall über, im Nordosten schließt er an die Bammelsburger Straße und die Straße Am Gaußberg an. Die Schubertstraße in der Nähe des Gaußbergs zweigt vom Inselwall ab. Der Inselwall überquert den Neustadtmühlengraben und ist dort über eine Steintreppe mit den südlich gelegenen Straßen Okerstraße und An der Neustadtmühle verbunden, die dort aufeinandertreffen. Im östlichen Abschnitt verläuft der Inselwall parallel zum Bosselgraben. Die Straße ist zweispurig und wird beidseitig zum Parken genutzt. Entlang der Straße stehen zahlreiche große Laubbäume, vor allem Platanen. Mehrere Fußwege zweigen vom Inselwall in den Park ab. Einige Wege im Westteil führen zur Wehrbrücke oder zur Rosentalbrücke, zwei Fußgängerbrücken, die nahe dem Inselwall über den Westlichen Okerumflutgraben in das Westliche Ringgebiet führen.
Die meisten Häuser sind mehrgeschossige Wohnhäuser mit Gärten. Teilweise dienen sie auch gewerblichen Zwecken. Im Westen der Straße stehen einige Mehrfamilienhäuser. Im östlichen Abschnitt der Straße befindet sich jenseits des Bosselgrabens die Johannes-Selenka-Schule, die die Hausnummer 1 a trägt. Die Hausnummern wurden, wie in der Braunschweiger Kernstadt üblich, nach dem System der Hufeisennummerierung vergeben. Haus Nummer 1 liegt an der Treppe zur Okerstraße/An der Neustadtmühle. Von dort werden die Häuser Richtung Westen bis 10 gezählt, wobei drei Häuser die Nummer 3 aufweisen (3, 3 a, 3 b) und zwei Häuser die Nummer 10. Die Nummer 11 ist der Villa Löbbecke zugeordnet. Die vier weiteren Häuser nördlich der Straße tragen die Nummern 12 bis 15. Im Osten der Straße befindet sich das Pumpwerk Inselwall. Somit ist die Nordseite weitgehend unbebaut; der Inselwallpark reicht meist bis an die Straße.
Der Inselwall wurde 2011 zur Fahrradstraße umgewidmet und gehört damit zu einem System von Fahrradstraßen entlang des Braunschweiger Wallrings.
Die Straßenbahn bedient die Haltestelle „Inselwall“. Sie liegt jedoch in der Straße „Am neuen Petritore“ nahe dem westlichen Ende des Inselwalls.

## Bauwerke
Die Johannes-Selenka-Schule ist eine berufsbildende Schule für zahlreiche technische Berufe. Sie wurde 1928/33 als „Knaben-Berufsschule“ errichtet. Die Schule besteht seit 1855. Damals wurde sie als „Fortbildungsschule für Handwerker“ gegründet, die an verschiedenen Standorten in Braunschweig unterrichtet wurden. 2005 erhielt sie den heutigen Namen, der an den Braunschweiger Hofbuchbindermeister Johannes Selenka erinnert.
Die Villa Löbbecke wurde 1880 bis 1881 im Baustil der Neorenaissance für den Bankier Alfred Löbbecke errichtet. Während der Zeit des Nationalsozialismus diente sie zeitweise als Braunschweiger Hauptquartier der SS. 1944 wurde sie durch einen Bombenangriff zerstört. 1968 bis 2008 nutzte die Technische Universität Braunschweig die Villa als Gästehaus; seit 2011 dient sie als Bürohaus.

## Impressionen

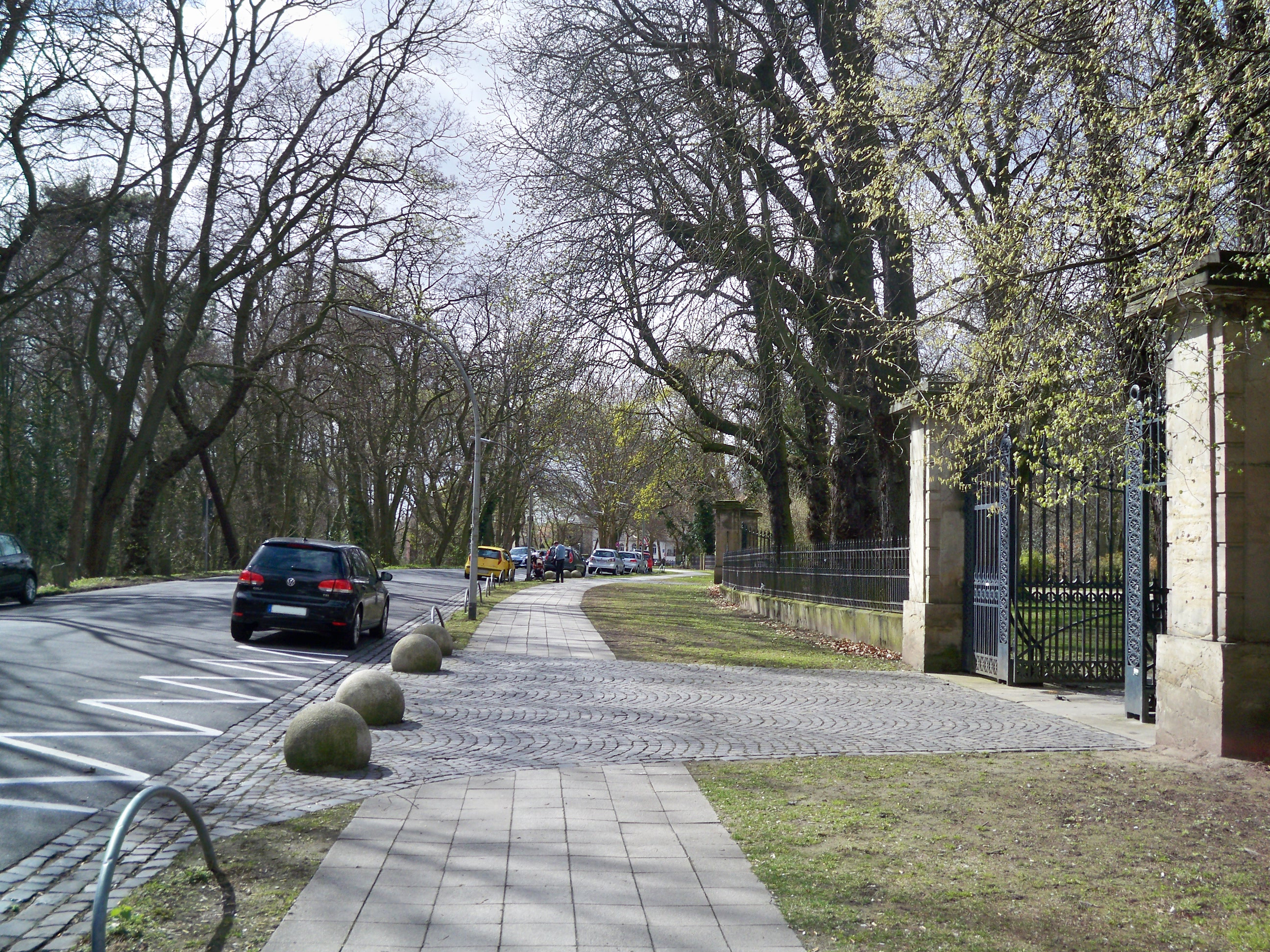
Der östliche Abschnitt, rechts ein Eingang zum Inselwallpark
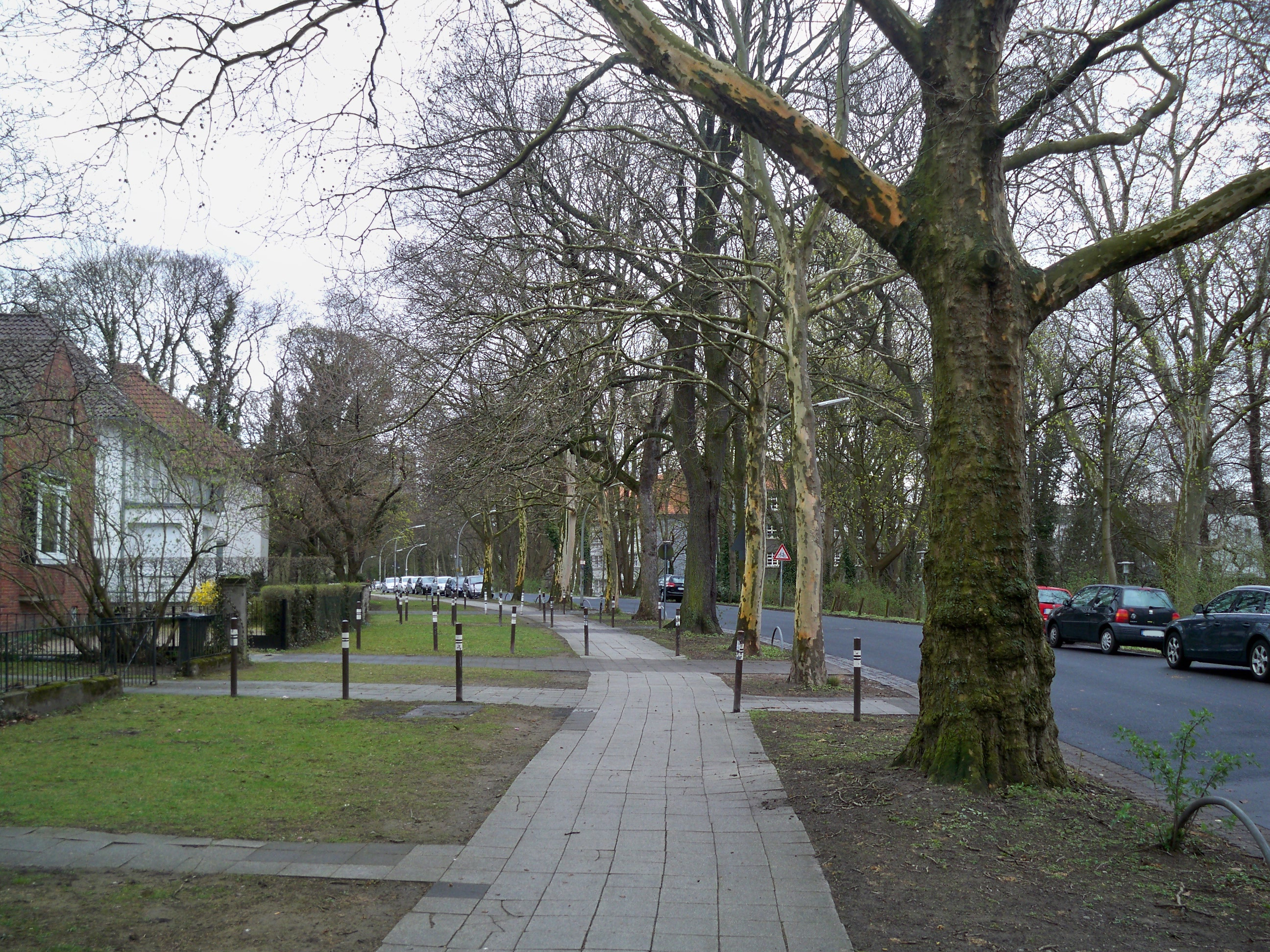
Westlicher Abschnitt des Inselwalls
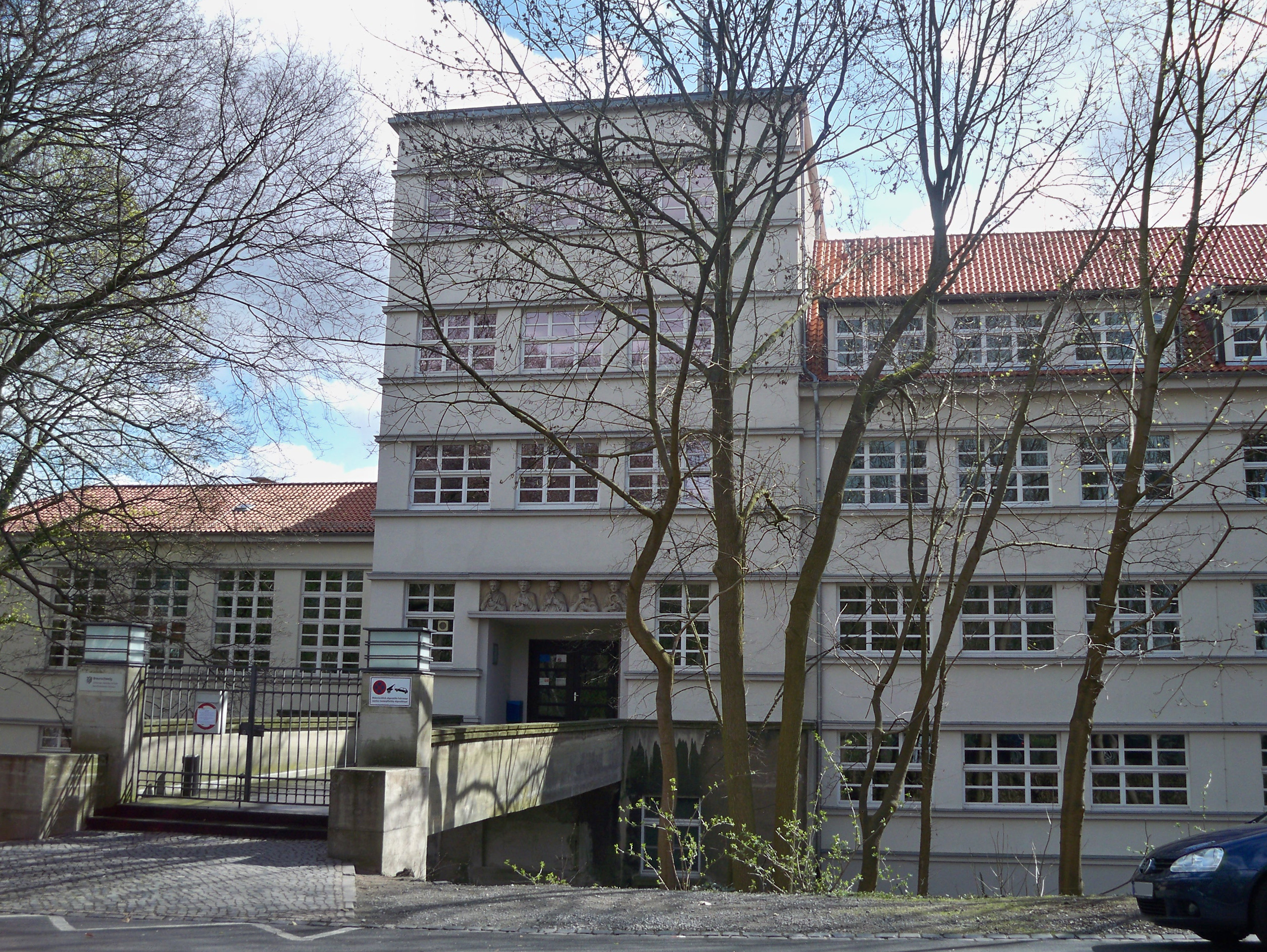
Haupteingang der Johannes-Selenka-Schule mit Brücke über den Bosselgraben
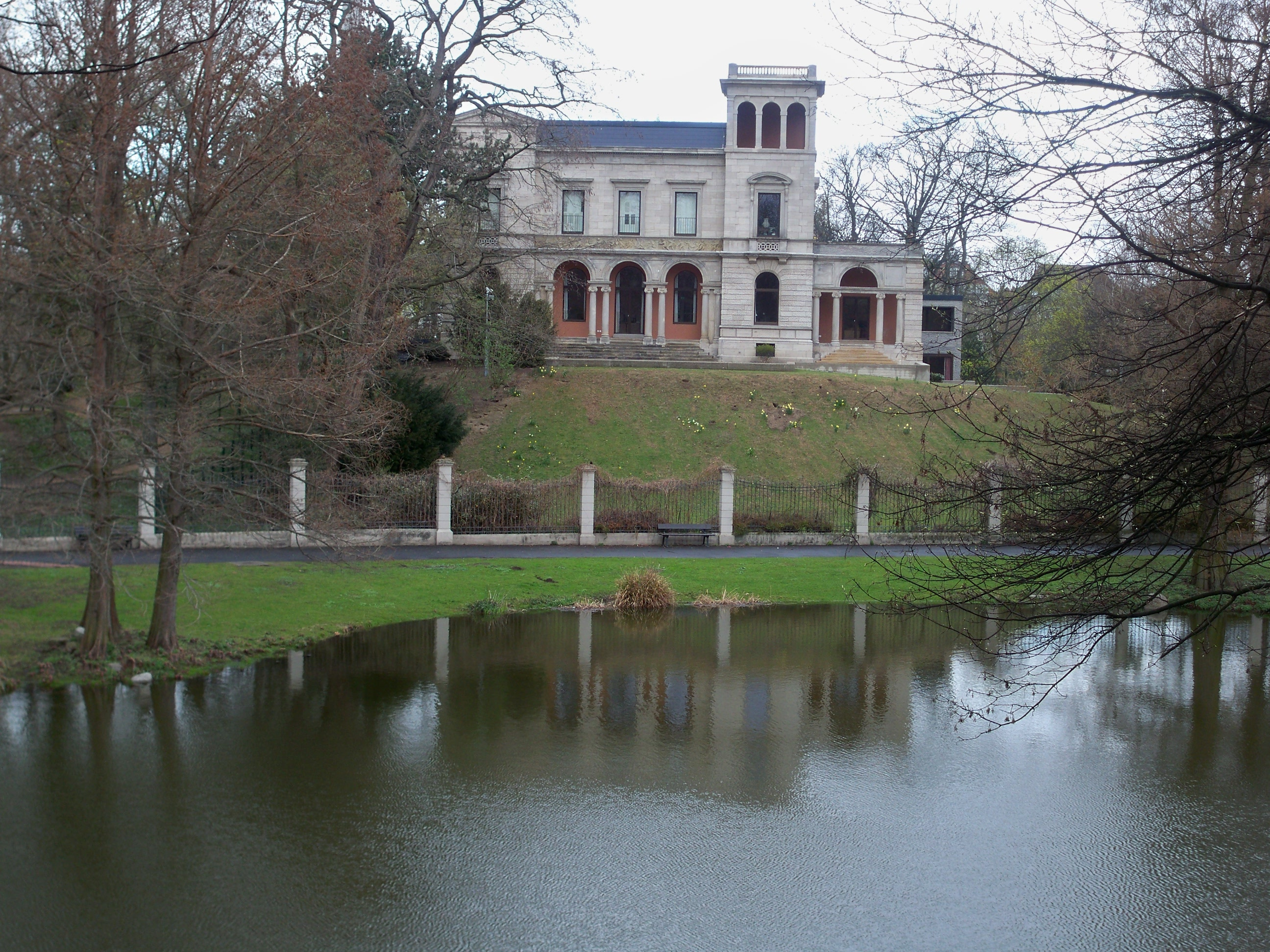
Villa Löbbecke vom Inselwall aus gesehen, im Vordergrund der Bammelsburger Teich
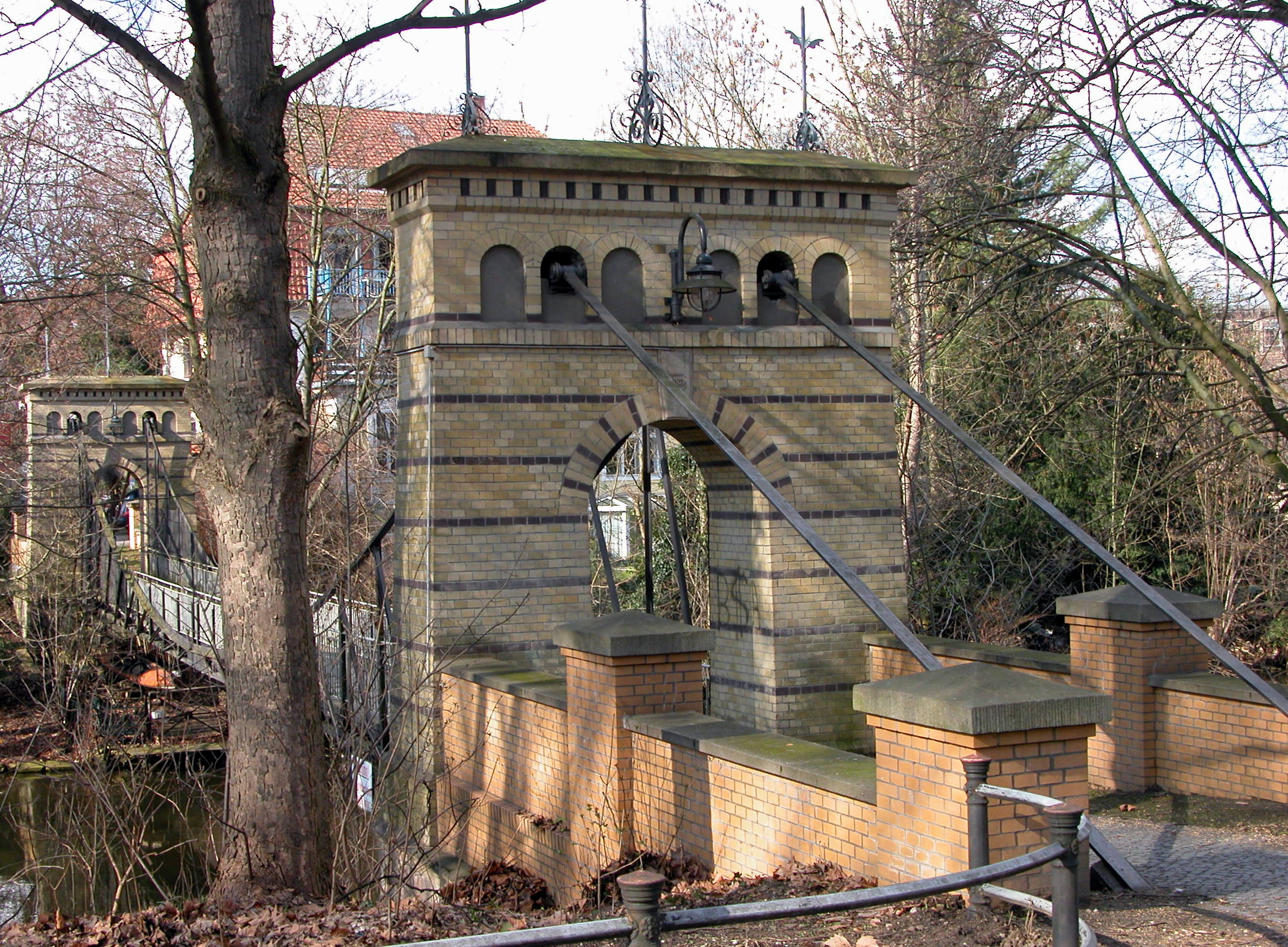
Rosentalbrücke am Westende des Inselwalls
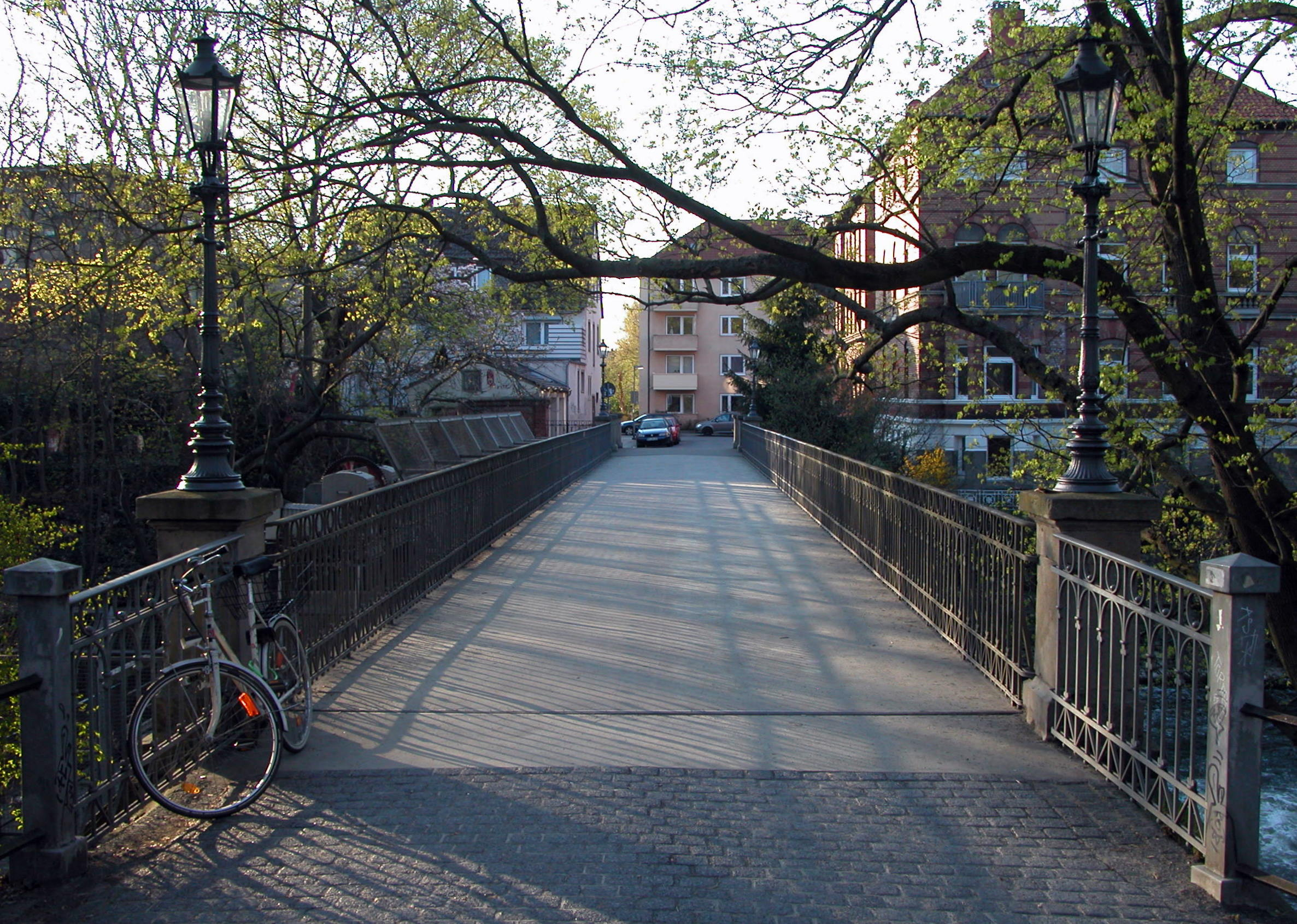
Wehr-Brücke
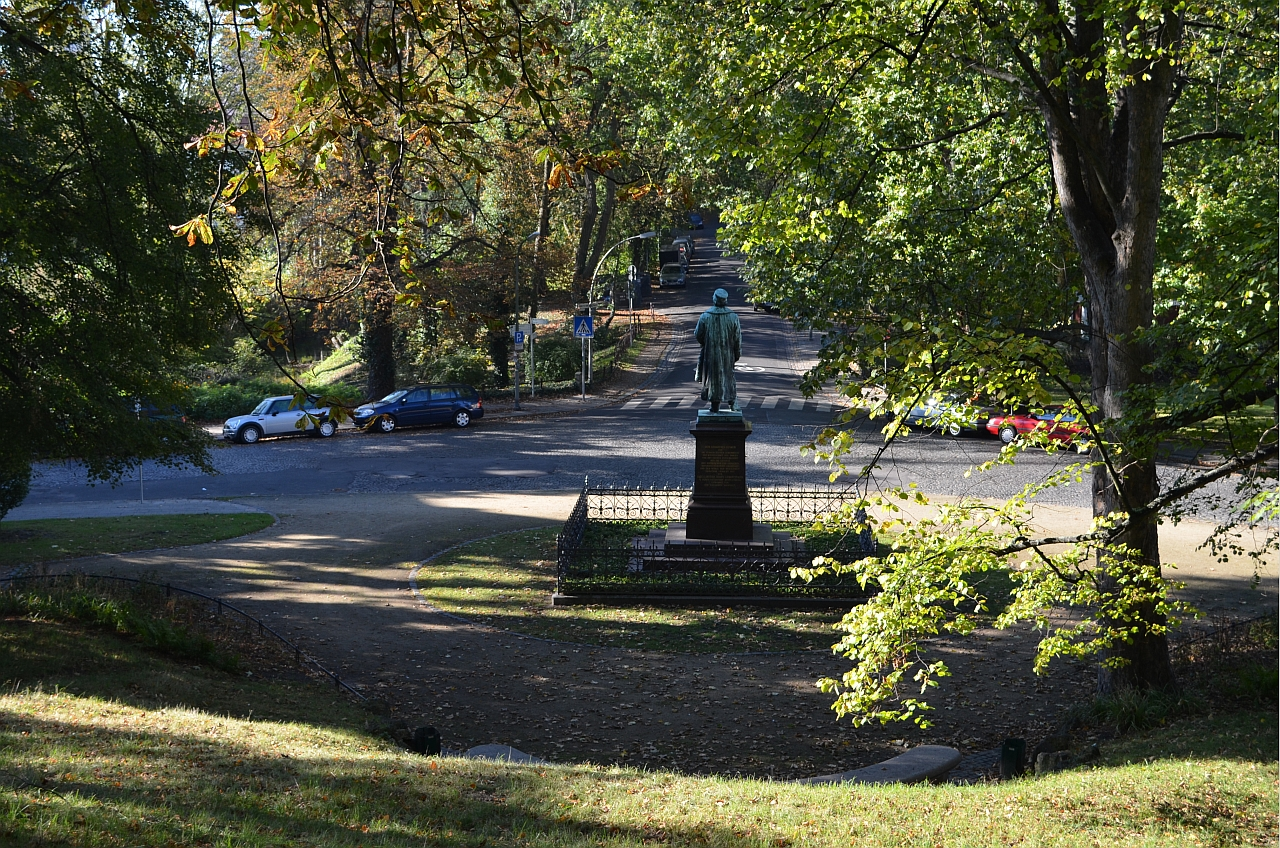
Blick vom Gaußberg Richtung Südwesten auf den Inselwall (Rückansicht des Gauß-Denkmals).
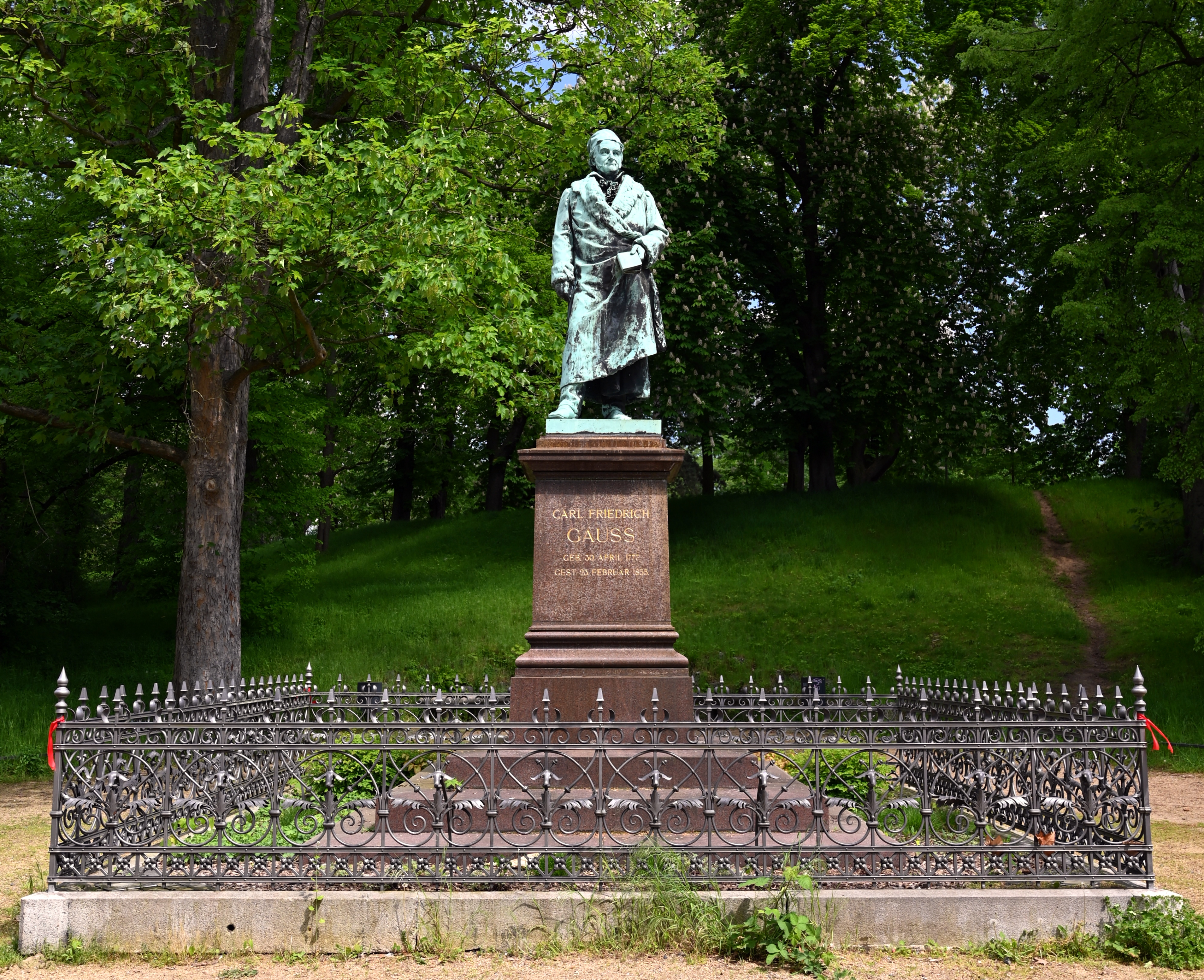
Das Gauß-Denkmal 1879/80 von Fritz Schaper entworfen